# Vale de São Domingos
Vale de São Domingos là một đô thị thuộc bang Mato Grosso, Brasil. Đô thị này có diện tích 2001,347 km², dân số năm 2007 là 2889 người, mật độ 1,44 người/km².